# Coryphaeschna adnexa
Espèce
Statut de conservation UICN

 LC  : Préoccupation mineure
Coryphaeschna adnexa est une libellule de la famille des Aeshnidae appartenant au sous-ordre des anisoptères dans l'ordre des odonates.

## Description
Cette libellule néotropicale est relativement large et son abdomen mesure entre 48-52 mm de long. Cette espèce est plus petite que Coryphaeschna viriditas qui lui ressemble beaucoup. Le thorax du mâle est complètement vert et son abdomen est brun avec des motifs verts sur chaque segment. Le front de celui-ci est bleu métallique avec une marque noire en forme de «T». Chez la femelle, le thorax est brun et son abdomen est d'un brun foncé avec de légers motifs verts brunâtres. Le front contrairement au mâle est vert.

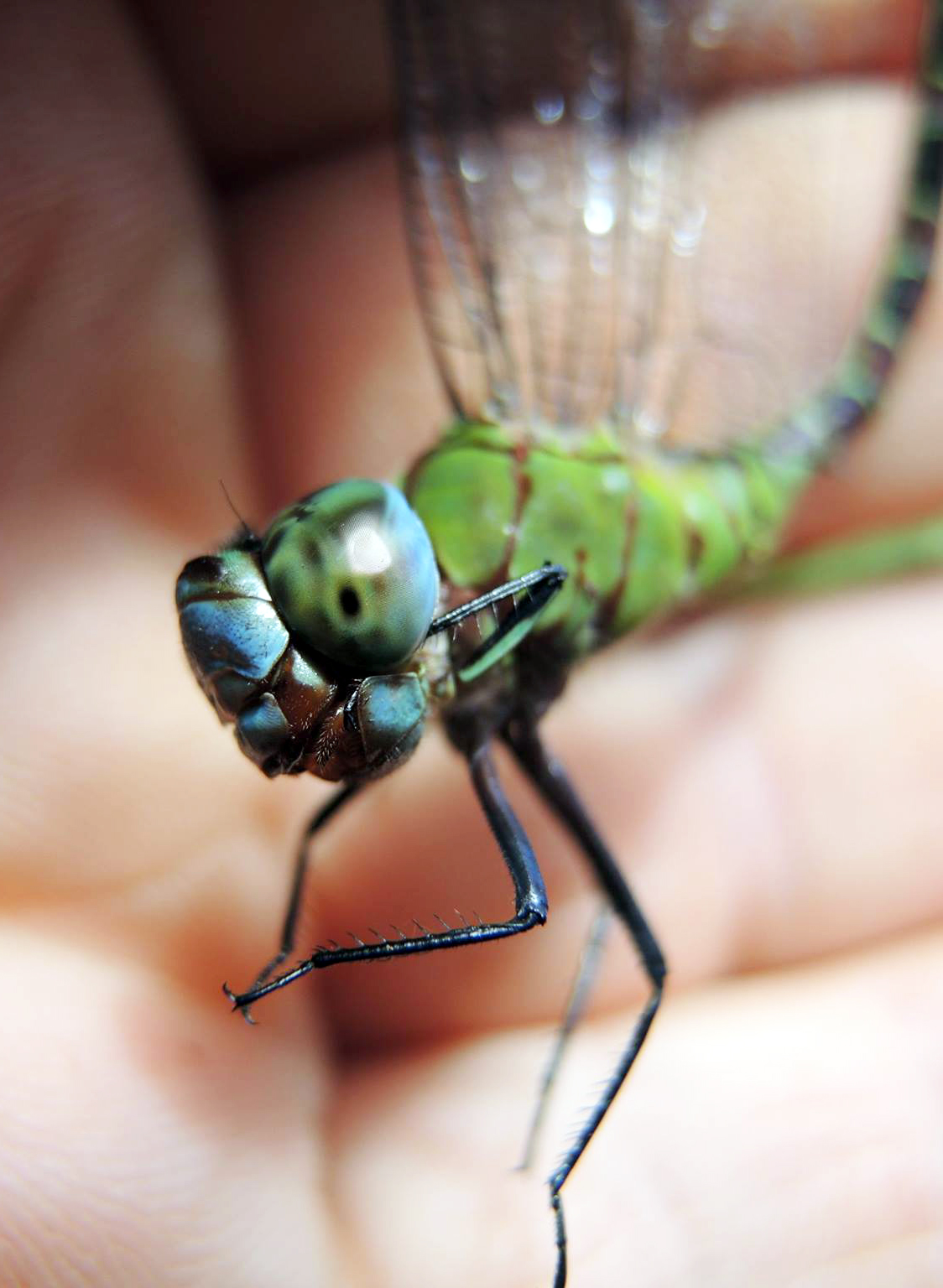
vue faciale du mâle
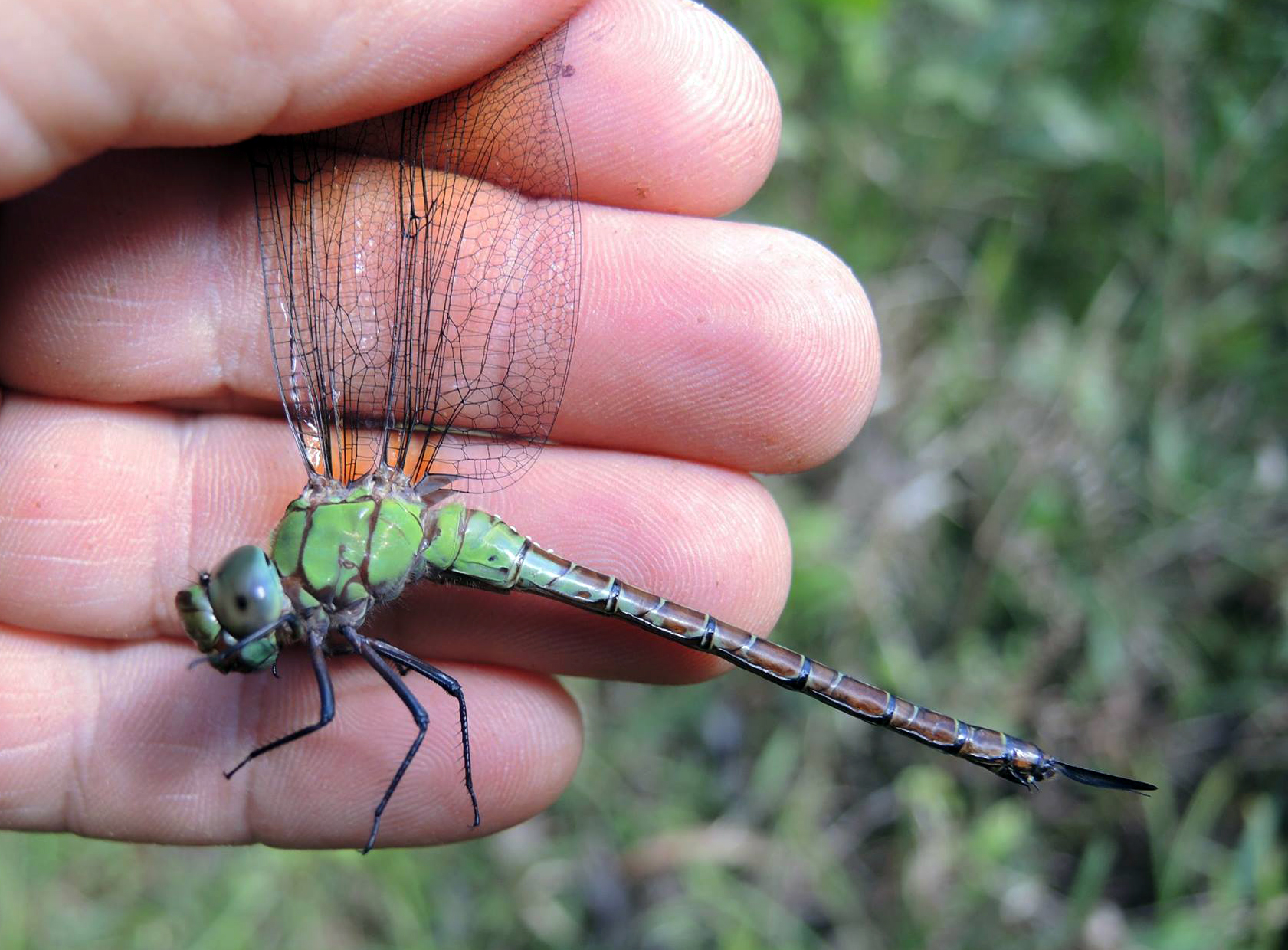
Coryphaeschna adnexa femelle

## Répartition
Coryphaeschna adnexa a été mentionné dans les États du Texas et de la Floride aux États-Unis , au Mexique, dans plusieurs pays des Antilles en Amérique du Sud.

## Habitat
Cette espèce se retrouve dans les étangs forestiers avec végétation flottante. Elle se retrouve également dans les petits ruisseaux et étangs forestiers tropicaux .